# Centrale dienst voor Duitse vertaling

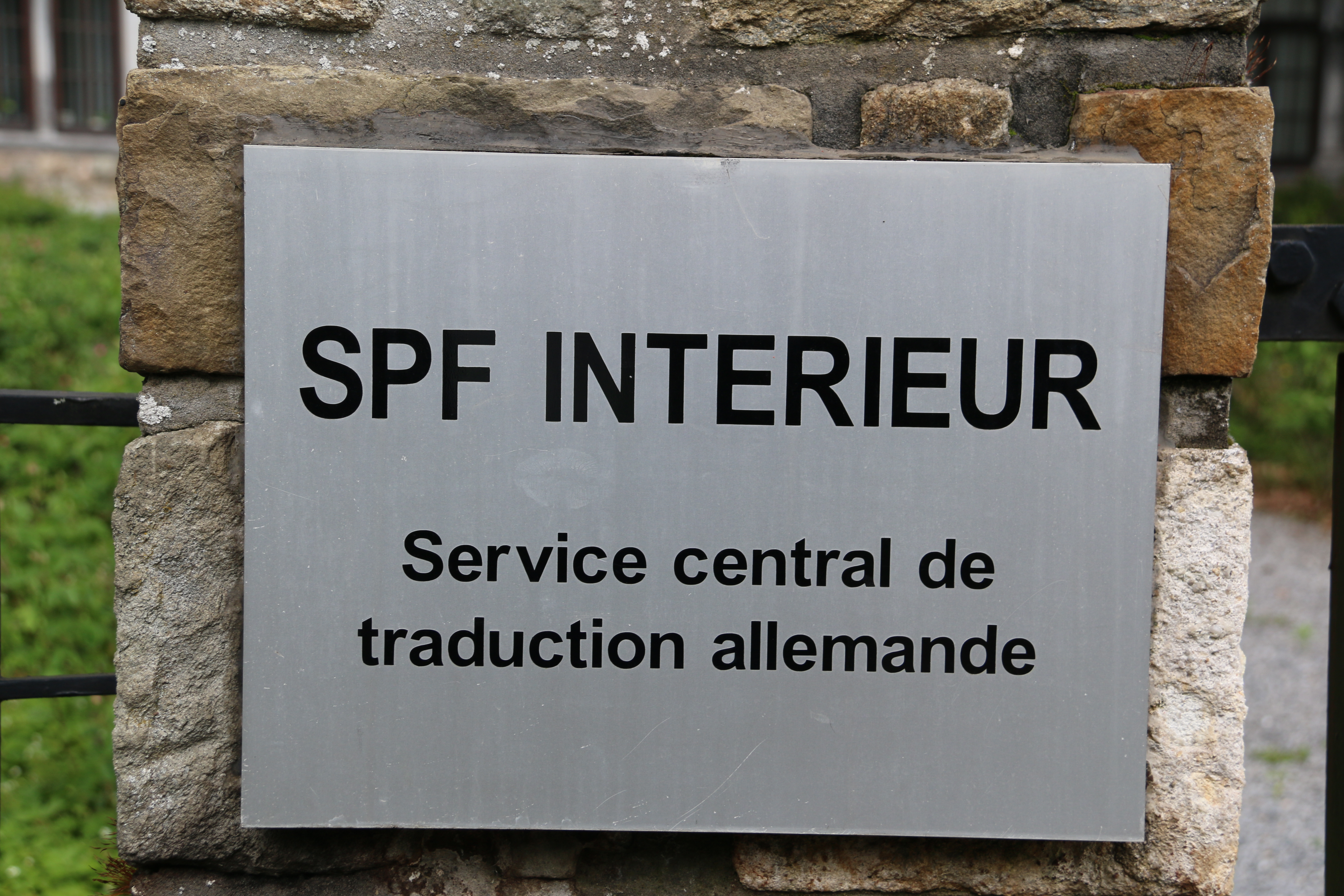
De CDDV

De Centrale dienst voor Duitse vertaling (CDDV) (Duits: Zentrale Dienststelle für Deutsche Übersetzungen (ZDDÜ) / Frans: Service central de traduction allemande (SCTA)) is een vertaaldienst van de Belgische Federale Overheidsdienst Binnenlandse Zaken. De CDDV is gevestigd in Malmedy en verzorgt sinds 1976 de vertaling naar het Duits van Belgische wetteksten en officiële documenten (besluiten, omzendbrieven en bestuursdocumenten), zodat Belgen uit de Duitstalige Gemeenschap deze teksten in het Duits kunnen raadplegen. De dienst legde ook de gegevensbank Semamdy aan, met ongeveer 40.000 woorden in de drie landstalen.